# Stazione di Berlino-Schönholz
La stazione di Berlino-Schönholz (in tedesco Berlin-Schönholz) è una stazione ferroviaria di Berlino. Sita nel quartiere di Reinickendorf, prende il nome dalla limitrofa località di Schönholz.
È posta sotto tutela monumentale (Denkmalschutz).

## Movimento
La stazione è servita dalle linee S 1, S 25 e S 26 della S-Bahn.

## Interscambi
- Fermata autobus